# Tomáš Lovásik
Tomáš Lovásik (31 luglio 1974) è un ex calciatore slovacco, di ruolo portiere.